# 2. Brandenburgisches Konzert
Johann Sebastian Bachs zweites Brandenburgisches Konzert, BWV 1047, gehört heute zu den bekanntesten barocken Konzerten. Es ist das zweite in einer Sammlung von sechs Konzerten, die Bach im März 1721 unter dem Titel Six Concerts avec plusieurs instruments („Sechs Konzerte mit mehreren Instrumenten“) in Partitur an den Markgrafen Christian Ludwig von Brandenburg-Schwedt sandte.
Für die Widmungspartitur komponierte Bach die einzelnen Konzerte nicht etwa neu, sondern stellte die Sammlung aus vorhandenen Werken zusammen. In Besetzung, Umfang und Charakter weisen die einzelnen Konzerte große Unterschiede auf.

## Besetzung
Das zweite Brandenburgische Konzert stellt vier hohe Instrumente dem Streichorchester gegenüber und hat dadurch ein sehr charakteristisches, auffällig helles Klangbild.
- Trompete in F (solo)
- Oboe (solo)
- Blockflöte (solo)
- Violine (solo)
- Violine 1 (tutti)
- Violine 2 (tutti)
- Viola (tutti)
- Violoncello
- Violone
- Basso continuo (Cembalo)

## Trompete in F
Sehr ungewöhnlich in Bachs Werk ist die Kombination einer Trompete mit der Tonart F-Dur. Der Musikwissenschaftler Thurston Dart vermutete daher, das Werk sei möglicherweise für Horn geschrieben, so dass das Soloinstrument eine Oktav tiefer klänge und sich damit klanglich besser in die Sologruppe integrierte. Eine existierende Abschrift, die hinter dem Wort Trompete „oder Horn“ ergänzt, ist allerdings erst nach Bachs Tod entstanden, und dieser Zusatz wurde noch später hinzugesetzt.
Heute geht man davon aus, dass in dem stark durch französische Kultur beeinflussten Köthen, wo das Werk wohl entstanden ist, allgemein eine sehr tiefe Instrumentalstimmung verwendet wurde. Wenn die beiden anderen Blasinstrumente, Oboe und Blockflöte, in Frankreich gebaut worden waren, hatten diese sicher eine sehr tiefe Stimmung, und auch die Streichinstrumente wurden natürlich nach ihnen gestimmt. In diesem Zusammenhang wäre eine Trompete in D, zur Verwendung in der Kirche gedacht und mithin im Chorton gestimmt, als ein transponierendes Instrument in F wahrgenommen worden. Aus dieser Sicht entspricht der von Bach hier verwendete Tonumfang der Trompete weitgehend dem seiner Leipziger Kantaten.
Man mag die Existenz einer Blockflöte in tiefer Stimmung bezweifeln und darauf hinweisen, dass andere Komponisten dieser Zeit durchaus Trompeten in F verwendet haben; besonders viele derartige Werke sind von Georg Philipp Telemann erhalten. Doch ist kein Spieler in Köthen belegt, dem man diese schwierigen Passagen zutrauen würde, so dass vermutet wurde, das Concerto sei für den Hof von Weißenfels geschrieben. Dieser war für seine brillante Trompetergruppe berühmt, darunter der Vater und drei Brüder von Bachs späterer Ehefrau. Doch ist aus Weißenfels weder eine F-Trompete erhalten oder dokumentiert, noch Einzelstimmen oder irgendein Dokument zu einer Aufführung des Werks.
Die einfachste Erklärung scheint daher ein tiefer Stimmton, wie er in Köthen (und auch in Berlin am Hof des Adressaten der Widmungspartitur) üblich war.

## Entstehung
Neben der Widmungspartitur ist noch die oben bereits erwähnte Abschrift vorhanden. Sie entstand unabhängig von dieser, enthält jedoch keine wesentlichen Abweichungen; daher hilft sie nicht weiter bei Fragen zur Entstehung der Komposition.
Auffällig an diesem Konzert ist jedoch, dass alle Soloinstrumente – außer der Trompete, deren Naturtöne dies verbieten – im Tutti die Oberstimme verstärken. Die Vermutung liegt daher nahe, dass das Streichorchester erst später hinzugefügt wurde. Dies würde auch erklären, warum im Schlusssatz, einem Fugato, weder zweite Violine noch Viola das Thema aufgreifen. Man geht also heute davon aus, dass die Komposition ursprünglich als ein fünfstimmiges Konzert für vier Soloinstrumente und Continuo entstanden ist; ganz ähnlich wie im Konzert C-Dur für zwei Cembali hätte Bach dann die Orchesterstimmen erst später (aber sicher schon vor der Abschrift der Widmungspartitur) hinzugefügt.
Stilistische Gründe führen dazu, das Konzert kurz vor die Entstehung der Widmungspartitur zu datieren:

„Existierte die autographe Partitur von 1721 nicht, wäre man geneigt, die Brandenburgischen Konzerte 2 und 4 als Leipziger Werke zu bezeichnen, weil eine derart umfassende kompositionstechnische Entwicklung in wenigen Jahren, wie sie ein Vergleich zwischen den Kopfsätzen des ersten und zweiten Brandenburgischen Konzerts offenbart, nicht ohne weiteres zu erwarten wäre.“

## Nachwirkung

### 18. Jahrhundert
Naturgemäß lassen sich einzelne Aufführungen eines Werks nach Jahrhunderten kaum mehr nachweisen. Doch wurde die bereits erwähnte Kopie der Partitur von Christian Friedrich Penzel angefertigt, der einer der letzten Schüler Bachs in Leipzig war und anschließend eine Kantorenstelle in Merseburg annahm. Er schrieb auch die Einzelstimmen aus, was eine Aufführung durch ihn durchaus nahelegt.
Eine Flötensonate Friedrichs des Großen (Sonate a-Moll) zeigt im zweiten Satz deutliche Themenanklänge an den Schlusssatz des Zweiten Brandenburgischen Konzerts, so dass es nicht unwahrscheinlich ist, dass das Werk auch in Berlin gespielt wurde, möglicherweise aus einer Abschrift Carl Philipp Emanuel Bachs.
Johann Georg Linike, dessen Bruder Christian Bernhard als Cellist in der Köthener Kapelle mitwirkte und der selbst für ein paar Jahre als Geiger in dieser aushalf, schrieb 1737 ein mehrsätziges Werk mit dem ungewöhnlichen Titel „Mortorium“, das die Besetzung der Urfassung des Concertos fast genau aufnimmt: Es ist für Trompete, Querflöte, Oboe, Violine und Continuo geschrieben. Er könnte Bachs Komposition in Köthen begegnet sein. Zwei Dinge sind dabei auffällig: Der Komponist fordert Dämpfer für alle Instrumente, – und die Trompete ist auch hier mit einer völlig unüblichen Tonart konfrontiert: Das Werk ist in Es-Dur geschrieben. Und wieder wird man von einem tiefen Kammerton für Holzbläser und Streicher ausgehen, dem eine gewöhnliche Trompete in D gegenüberstand.

### 19. Jahrhundert
An der Wiederentdeckung der Chor- und Instrumentalmusik von Bach für den Konzertbetrieb hatte Carl Friedrich Zelter einen großen Anteil, und er dürfte auch einer der ersten gewesen sein, der das zweite Brandenburgische Konzert wieder musizierte (wenn auch wohl nicht öffentlich). Er hatte 1800 die Leitung der Sing-Akademie zu Berlin übernommen und dort sieben Jahre später die sogenannte Ripienschule gegründet – die erste Möglichkeit, in Berlin eine institutionalisierte professionelle Instrumentalausbildung zu erhalten.
1869 erschien das Werk in der Gesamtausgabe der Bach-Gesellschaft Leipzig und war daher allgemein zumindest in Partitur zugänglich; Aufführungsmaterial dazu erschien 1892. 
Das größte Problem bei der Aufführung des Concertos bestand in der Besetzung der Trompete: Die Spieltechnik, auf einer ventillosen Naturtrompete derart hohe Töne zu produzieren, war verloren gegangen. 

### 20. Jahrhundert
Angesichts der immensen Schwierigkeiten von Bachs Trompetenpartien wurde eine Zeitlang versucht, die schwierigsten Passagen eine Oktave tiefer zu legen oder auf einem anderen Instrument zu spielen; immer wieder wurden größere Besetzungen aufgeboten und der Part auf mehrere Spieler verteilt. So führte Richard Strauss das Werk beispielsweise 1909 mit einem Piccolo-Heckelphon im Solopart auf, das er streckenweise durch zwei Klarinetten in C doppeln ließ sowie durch eine Trompete in der tieferen Oktave. Im letzten Satz fügte er zu dem Originalpart (auf dem Heckelphon) noch eine eigene zusätzliche Trompetenstimme hinzu, die er aus Fragmenten der anderen drei Soloinstrumente zusammenmontierte.
Ähnlich hatte auch Felix Mottl 1901 eine Bearbeitung für großes Orchester veröffentlicht und wohl auch aufgeführt. Doch spürte Mottl offenbar selbst, dass die Zeit über diese Art der Vereinnahmung von Bachs Musik für den durchschnittlichen Orchesterbetrieb hinweggegangen war, denn schon wenige Jahre später notierte er auf seinem Handexemplar der Partitur „Schlecht. 25. 2. 1907“.
Die erste Schallplatteneinspielung des 2. Brandenburgischen Konzerts wurde 1928 von Leopold Stokowski mit dem Philadelphia Orchestra vorgenommen; die Trompete spielte hier alle hohen Passagen eine Oktave tiefer. Zehn Jahre später nahm Alois Melichar mit den Berliner Philharmonikern und Paul Spörri das Konzert ohne jede Transposition des Trompetenparts auf. In der ersten vollständigen Gesamtaufnahme der Brandenburgischen Konzerte durch Alfred Cortot und sein Orchester der École normale de musique de Paris, ebenfalls 1932, wurde die Trompete durch ein Sopransaxophon ersetzt. Pau Casals, der an der gleiche Schule unterrichtete, hielt es genauso.
Etwa ab den 1950er/1960er Jahren waren dann deutlich mehr Trompeter in der Lage, das Stück zu spielen, allerdings dominierten sie in der Lautstärke sämtliche anderen Instrumente und wurden dann entsprechend als die Stars der Aufnahme herausgestellt: Musiker wie Adolf Scherbaum und Maurice André, die in mindestens elf bzw. acht Aufnahmen des Concertos mitwirkten, verdankten ihre Karriere in hohem Maß dieser Tatsache; dies führte zu zahlreichen Trompeter-„Recitals“ und Einspielungen von Trompetenkonzerten. Spätere Aufnahmen legten dann meist Wert auf eine musikalisch sinnvollere Balance.
August Wenzinger nahm Anfang der 1950er Jahre mit der Schola Cantorum Basiliensis den gesamten Zyklus zum ersten Mal mit barocken Instrumenten in tiefer Stimmung auf; zehn Jahre später folgte Nikolaus Harnoncourt, der 1981 noch eine zweite Aufnahme nachlegte.

## Musik
Das Konzert folgt der im Barock üblichen dreisätzigen Form in der Tempofolge schnell – langsam – schnell:
- (ohne Satzbezeichnung) ¢ F-Dur
- Andante 3/4 d-Moll
- Allegro assai 2/4 F-Dur

### Erster Satz
Das Ritornell des ersten Satzes besteht aus vier Einzelmotiven, die alle wörtlich wiederholt werden. Dann stellen sich die Soloinstrumente nacheinander mit einem zweiten, gemeinsamen Thema vor (dazwischen erklingt stets die erste zweitaktige Phrase des Tuttis aus dem Ritornell); das Tutti schließt diesen Abschnitt in der Dominanttonart C-Dur. Ein weiteres kurzes Solo der Trompete führt durch eine längere Quintfallsequenz und endet schließlich in D-Dur. Nach und nach wird das Ritornellthema auf allen verwendbaren Stufen der F-Dur-Tonleiter auftreten; etwa nach der Hälfte des Satzes ist B-Dur erreicht. Hier wird wieder die geringstimmige Satzweise und Motivik der ersten Solo-Exposition (man kann auch von einem Fugato sprechen) aufgenommen; sie führt in eine weitere dichte modulierende Passage; die Wiederaufnahme der Quintfallsequenz führt dann an dieser Stelle nach a-Moll. Hier wird durch Unisono deutlich die Reprise markiert, also das Schlussritornell, dessen zweite Hälfte und Schluss Bach aber durch einen nochmaligen Einschub der modulierenden Passage herauszögert. Da sie nun transponiert ist, entsteht in den Basstönen die Folge b-a-c-h – Bach stellt diese Töne allerdings nicht besonders heraus, so dass offenbleibt, ob und was er damit bezweckte.
Der Satz ist nicht zufällig einer der beliebtesten Sätze der Barockmusik (er ist sogar in der Voyager Golden Record enthalten, die 1977 mit den Voyager-Sonden in den Weltraum geschossen wurden).
Nicht nur die auffällige, leuchtend „helle“ Instrumentierung, sondern vor allem auch die leicht zugängliche Periodik aus unmittelbar wiederholten Motiven machen die Komposition für jeden Hörer leicht zugänglich. Die Souveränität, mit der Bach – nicht nur hier im ersten Satz – eine gleichmäßige zweitaktige Periodik einerseits etabliert und gleichzeitig durchbricht, machen deutlich, dass der Komponist und seine Werke „hier die zeitgenössischen Konzerte – jene von Antonio Vivaldi eingeschlossen – weit übertreffen“.

### Zweiter Satz
Der langsame Satz steht – wie meist bei Bach – in der parallelen Molltonart. Da diese für die damalige Trompete mit ihrem begrenzten Tonvorrat nicht zugänglich ist, wird der Satz nur von Violine, Oboe und Blockflöte über einem in Achteln durchlaufenden unthematischen Continuobass bestritten. Der Satz ist deutlich in drei Teile gegliedert, die alle mit einem Thema anfangen, dem Bach als Kontrapunkt ein charakteristisches Seufzermotiv gegenüberstellt. Nach einiger Zeit hat das Seufzermotiv das Thema jedes Mal verdrängt, ehe es wieder von einem der Instrumente neu eingeführt wird.

### Dritter Satz
Der Schlusssatz deutet eine Fugenform mit eingeschobenen konzertanten Passagen an. Die vierstimmige Exposition des Fugenthemas beginnt mit den Soloinstrumenten und endet in C-Dur. Nach einem kurzen unthematischen Zwischenspiel bringt die Trompete ein weiteres Mal das Thema, dann beendet eine Quintfallsequenz mit Orchesterschlägen diesen ersten Abschnitt.
In C-Dur folgt nun eine neue Themendurchführung mit den Solisten; als vierte Stimme setzt hier das Continuo ein, wobei das Orchester hier das Tutti klanglich auffüllt. Wieder eine durch Quintfälle modulierende Passage, die hier in G-Dur abschließt. Als dritter Abschnitt folgt ein zunächst unthematisches Zwischenspiel der Solisten, das aber bald ein neues Motiv einführt, das nun kontrapunktisch durch die Solisten gereicht wird, ehe dieser Teil ebenfalls wieder in eine Tutti-Quintfallsequenz endet, diesmal in B-Dur. Nun wird der zweite Abschnitt mit vertauschten Stimmen wiederholt, und der Satz endet mit dem Themenzitat in der Trompete.